# Rusia en los Juegos Paralímpicos de Londres 2012
Rusia estuvo representada en los Juegos Paralímpicos de Londres 2012 por un total de 180 deportistas, 119 hombres y 61 mujeres.

## Medallistas
El equipo paralímpico ruso obtuvo las siguientes medallas:
| Nombre | Deporte                   | Evento                                      |
| --- | ------------------------- | ------------------------------------------- |
| Oro |                           |                                             |
| Margarita Goncharova | Atletismo                 | Salto de longitud F37/38 femenino           |
| Nikol Rodomakina | Atletismo                 | Salto de longitud F46 femenino              |
| Yelena Ivanova | Atletismo                 | 100 m T36 femenino                          |
| Yelena Ivanova | Atletismo                 | 200 m T36 femenino                          |
| Margarita Goncharova | Atletismo                 | 100 m T38 femenino                          |
| Yelena Pautova | Atletismo                 | 1500 m T12 femenino                         |
| Margarita Goncharova Svetlana Sergeeva Yelena Ivanova Anastasiya Ovsyannikova | Atletismo                 | 4 × 100 m T35-38 femenino                   |
| Alekséi Ashapatov | Atletismo                 | Disco F57/58 masculino                      |
| Alekséi Ashapatov | Atletismo                 | Peso F57/58 masculino                       |
| Nikita Projorov | Atletismo                 | Peso F46 masculino                          |
| Gocha Jugaev | Atletismo                 | Salto de longitud F37/38 masculino          |
| Denis Gulin | Atletismo                 | Triple salto F11 masculino                  |
| Yevgueni Shvetcov | Atletismo                 | 100 m T36 masculino                         |
| Yevgueni Shvetcov | Atletismo                 | 400 m T36 masculino                         |
| Yevgueni Shvetcov | Atletismo                 | 800 m T36 masculino                         |
| Fedor Trikolich | Atletismo                 | 100 m T12 masculino                         |
| Roman Kapranov | Atletismo                 | 200 m T37 masculino                         |
| Alekséi Labzin | Atletismo                 | 400 m T13 masculino                         |
| Yevgueni Kegelev Andréi Koptev Alekséi Labzin Fedor Trikolich Artem Loginov | Atletismo                 | 4 × 100 m T11-13 masculino                  |
| Alekséi Chesmin Aleksandr Kuliguin Andréi Kuvaev Viacheslav Larionov Aleksander Lekov Lasha Murvanidze Zaurbek Pagaev Ivan Potejin Eduard Ramonov Vladislav Raretcki Aslanbek Sapiev Alekséi Tumakov | Fútbol 7                  | Torneo masculino                            |
| Oxana Savchenko | Natación                  | 50 m libre S12 femenino                     |
| Oxana Savchenko | Natación                  | 100 m libre S12 femenino                    |
| Oxana Savchenko | Natación                  | 400 m libre S12 femenino                    |
| Oxana Savchenko | Natación                  | 100 m espalda S12 femenino                  |
| Oxana Savchenko | Natación                  | 200 m estilos SM12 femenino                 |
| Olesya Vladykina | Natación                  | 100 m braza SB8 femenino                    |
| Denis Tarasov | Natación                  | 50 m libre S8 masculino                     |
| Pavel Poltavtsev | Natación                  | 100 m braza SB9 masculino                   |
| Mijaíl Zimin | Natación                  | 100 m braza SB12 masculino                  |
| Konstantin Lisenkov | Natación                  | 100 m espalda S8 masculino                  |
| Aleksander Nevolin-Svetov | Natación                  | 100 m espalda S12 masculino                 |
| Roman Makarov | Natación                  | 100 m mariposa S12 masculino                |
| Serguéi Punko | Natación                  | 400 m libre S12 masculino                   |
| Raisa Chebanika | Tenis de mesa             | Individual 6 femenino                       |
| Timur Tuchinov | Tiro con arco             | Recurvo individual de pie masculino         |
| Mijaíl Oyun Oleg Shestakov Timur Tuchinov | Tiro con arco             | Recurvo por equipos clase abierta masculino |
| Plata |                           |                                             |
| Nikol Rodomakina | Atletismo                 | 100 m T46 femenino                          |
| Margarita Goncharova | Atletismo                 | 200 m T38 femenino                          |
| Anna Sorokina | Atletismo                 | Jabalina F12/13 femenino                    |
| Natalia Gudkova | Atletismo                 | Jabalina F46 femenino                       |
| Krestina Zhukova | Atletismo                 | Salto de longitud F20 femenino              |
| Fedor Trikolich | Atletismo                 | 200 m T12 masculino                         |
| Alekséi Labzin | Atletismo                 | 200 m T13 masculino                         |
| Aleksander Zverev | Atletismo                 | 400 m T13 masculino                         |
| Egor Sharov | Atletismo                 | 800 m T12 masculino                         |
| Artem Arefyev | Atletismo                 | 800 m T36 masculino                         |
| Alekséi Kuznetsov | Atletismo                 | Jabalina F54-56 masculino                   |
| Vladímir Andryushchenko | Atletismo                 | Peso F11/12 masculino                       |
| Olesya Lafina | Levantamiento de potencia | –48 kg femenino                             |
| Tamara Podpalnaya | Levantamiento de potencia | –52 kg femenino                             |
| Vladímir Balynetc | Levantamiento de potencia | –48 kg masculino                            |
| Darya Stukalova | Natación                  | 100 m mariposa S12 femenino                 |
| Olesya Vladykina | Natación                  | 200 m estilos SM8 femenino                  |
| Dmitri Kokarev | Natación                  | 50 m libre S2 masculino                     |
| Dmitri Kokarev | Natación                  | 100 m libre S2 masculino                    |
| Dmitri Kokarev | Natación                  | 200 m libre S2 masculino                    |
| Aleksander Nevolin-Svetov | Natación                  | 50 m libre S12 masculino                    |
| Aleksander Nevolin-Svetov | Natación                  | 100 m libre S12 masculino                   |
| Aleksander Nevolin-Svetov | Natación                  | 200 m estilos SM12 masculino                |
| Roman Dubovoy | Natación                  | 100 m mariposa S13 masculino                |
| Roman Dubovoy | Natación                  | 200 m estilos SM13 masculino                |
| Denis Tarasov | Natación                  | 100 m espalda S8 masculino                  |
| Denis Tarasov | Natación                  | 100 m libre S8 masculino                    |
| Alekséi Lyzhikhin | Natación                  | 50 m espalda S4 masculino                   |
| Artem Pavlenko | Natación                  | 100 m braza SB14 masculino                  |
| Dmitri Grigoryev | Natación                  | 100 m mariposa S10 masculino                |
| Serguéi Punko | Natación                  | 100 m mariposa S12 masculino                |
| Konstantin Lisenkov Yevgueni Zimin Eduard Samarin Denis Dorogaev Dmitri Grigoryev Pavel Poltavtsev Denis Tarasov Andréi Gladkov                                                                      | Natación                  | 4 × 100 m estilos (34 ptos.) masculino      |
| Yulia Ovsyannikova | Tenis de mesa             | Individual 7 femenino                       |
| Marina Klimenchenko | Tiro                      | Pistola de aire 10 m SH1 femenino           |
| Serguéi Malyshev | Tiro                      | Pistola 25 m SH1 mixto                      |
| Valeri Ponomarenko | Tiro                      | Pistola 50 m SH1 mixto                      |
| Oleg Shestakov | Tiro con arco             | Recurvo individual de pie masculino         |
| Tatiana Savostyanova | Yudo                      | –70 kg femenino                             |
| Bronce |                           |                                             |
| Yevguenia Trushnikova | Atletismo                 | 400 m T37 femenino                          |
| Larisa Volik | Atletismo                 | Jabalina F57/58 femenino                    |
| Roman Kapranov | Atletismo                 | 100 m T37 masculino                         |
| Artem Loginov | Atletismo                 | 200 m T13 masculino                         |
| Vladímir Sviridov | Atletismo                 | Salto de longitud F36 masculino             |
| Svetlana Moshkovich | Ciclismo en ruta          | Contrarreloj H3 femenino                    |
| Vladímir Krivulya | Levantamiento de potencia | –52 kg masculino                            |
| Darya Stukalova | Natación                  | 50 m libre S12 femenino                     |
| Darya Stukalova | Natación                  | 100 m libre S12 femenino                    |
| Darya Stukalova | Natación                  | 200 m estilos SM12 femenino                 |
| Olesya Vladykina | Natación                  | 100 m espalda S8 femenino                   |
| Aleksandr Golintovski | Natación                  | 100 m libre S13 masculino                   |
| Aleksandr Golintovski | Natación                  | 400 m libre S13 masculino                   |
| Dmitri Kokarev | Natación                  | 50 m espalda S2 masculino                   |
| Konstantin Lisenkov | Natación                  | 100 m libre S8 masculino                    |
| Roman Dubovoy | Natación                  | 100 m braza SB13 masculino                  |
| Serguéi Punko | Natación                  | 200 m estilos SM12 masculino                |
| Andréi Gladkov | Natación                  | 400 m libre S7 masculino                    |
| Konstantin Lisenkov Yevgueni Zimin Eduard Samarin Dmitri Grigoryev Pavel Poltavtsev Denis Tarasov Andréi Gladkov                                                                                     | Natación                  | 4 × 100 m libre (34 ptos.) masculino        |
| Alekséi Chuvashev | Remo                      | Scull individual AS masculino               |
| Anzhelika Kosacheva | Tenis de mesa             | Individual 11 femenino                      |
| Valeri Ponomarenko | Tiro                      | Pistola 25 m SH1 mixto                      |
| Stepanida Artakhinova | Tiro con arco             | Compuesto individual clase abierta femenino |
| Mijaíl Oyun | Tiro con arco             | Recurvo individual de pie masculino         |
| Victoria Potapova | Yudo                      | –48 kg femenino                             |
| Irina Kalyanova | Yudo                      | +70 kg femenino                             |
| Shajban Kurbanov | Yudo                      | –73 kg masculino                            |
| Vladímir Fedin | Yudo                      | –100 kg masculino                           |